# Pseuderemias brenneri
Pseuderemias brenneri — вид ящірок родини ящіркових (Lacertidae). Мешкає на Сомалійському півострові. Вид названий на честь німецького мандрівника і дослідника Африки Ріхарда Бреннера.

## Поширення і екологія
Pseuderemias brenneri мешкають в Сомалі і Джибуті, в сусідніх районах Ефіопії та на південному сході Еритреї. Вони живуть в напівпустелях і сухих саванах, на висоті до 1100 м над рівнем моря.